# 유니버스 (플랫폼)
유니버스(UNIVERSE)는 대한민국의 온라인 · 모바일 게임 개발사인 엔씨소프트가 개발 · 배급하는 엔터테인먼트 애플리케이션이다. 2021년 1월에 서비스를 시작하여, 2023년 2월 17일 서비스를 종료했다.

## 기능 및 서비스
유니버스는 아티스트와 팬을 연결해주는 서비스로, 아티스트가 팬 개인에게 인스턴트 메신저를 사용하여 메시지를 보내는 것처럼 서비스를 제공한다. 이 외에도, 유니버스의 독자적인 오리지널 콘텐츠로 음원, 콘서트, OTT 미디어 등을 제공하기도 한다.
- 콜렉션: 아티스트의 상품을 구매하거나, 아티스트의 음원을 스트리밍 함으로써 보상을 얻을 수 있다.
- 스튜디오: 개별 아티스트가 직접 참여한 모션 캡쳐로 뮤직 비디오를 제작할 수 있다.
- Universe Original: 유니버스에서 제작하거나 협조한 아티스트의 뮤직 비디오, 예능, 드라마 등의 프로그램을 제공하고, 시청할 수 있다.
- 프라이빗 메시지: 구독한 아티스트로부터 개인 메시지 형식으로 아티스트가 발송한 메시지를 수신 받을 수 있다.
- 팬 네트워크 서비스: 일반적인 팬카페의 게시판처럼 운영된다.
- 콘텐츠
  - 아이돌 라디오: MBC 표준FM에서 송출하는 《아이돌 라디오》 프로그램의 시즌 2를 동시 송출하는 서비스로, 오후 8시에 청취할 수 있다.
  - 유니버스 뮤직: 유니버스 등에서 개별 아티스트와 협력하여 제작하는 음원 서비스를 말하며, 뮤직 비디오도 송출한다.
- UNI-KON: 유니버스가 개최하는 합동 무대 공연이다.

## 디스코그래피
다음은 유니버스가 기획하여 참가 아티스트와 협업하여 발매한 디지털 싱글 일람이다.
| #  | 앨범 정보                                                                     | 트랙 리스트                   |
| -- | ----------------------------------------------------------------------------- | ----------------------------- |
| 1  | D-D-DANCE - 아티스트: 아이즈원 - 발매일: 2021년 1월 26일 - 레이블: 클렙       | - 1. D-D-DANCE                |
| 2  | 수호신 - 아티스트: 조수미 · 비 - 발매일: 2021년 2월 9일 - 레이블: 클렙        | - 1. 수호신                   |
| 3  | Call U Up - 아티스트: 박지훈 - 발매일: 2021년 3월 4일 - 레이블: 클렙          | - 1. Call U Up (feat. 이하이) |
| 4  | Last Dance - 아티스트: (여자)아이들 - 발매일: 2021년 4월 29일 - 레이블: 클렙  | - 1. Last Dance               |
| 5  | Outerspace - 아티스트: 강다니엘 - 발매일: 2021년 5월 13일 - 레이블: 클렙      | - 1. Outerspance (feat. 로꼬) |
| 6  | GEMINI - 아티스트: AB6IX - 발매일: 2021년 5월 24일 - 레이블: 클렙             | - 1. GEMINI                   |
| 7  | TESSERACT - 아티스트: CIX - 발매일: 2021년 7월 1일 - 레이블: 클렙             | - 1. TESSERACT                |
| 8  | Drink It - 아티스트: 더보이즈 - 발매일: 2021년 7월 11일 - 레이블: 클렙        | - 1. Drink It                 |
| 9  | KISS OR DEATH - 아티스트: 몬스타엑스 - 발매일: 2021년 7월 26일 - 레이블: 클렙 | - 1. KISS OR DEATH            |
| 10 | ALIVE - 아티스트: 아스트로 - 발매일: 2021년 9월 2일 - 레이블: 클렙            | - 1. ALIVE                    |
| 11 | 너의 세계로 - 아티스트: 우주소녀 - 발매일: 2021년 9월 23일 - 레이블: 클렙     | - 1. 너의 세계로              |
| 12 | 반 고흐의 밤 - 아티스트: 위아이 - 발매일: 2021년 10월 1일 - 레이블: 클렙      | - 1. 반 고흐의 밤             |
| 13 | VERTIGO - 아티스트: 드리핀 - 발매일: 2021년 11월 11일 - 레이블: 클렙          | - 1. VERTIGO                  |
| 14 | Shark - 아티스트: 오마이걸 - 발매일: 2021년 12월 23일 - 레이블: 클렙          | - 1. Shark                    |
| 15 | Savior - 아티스트: SF9 - 발매일: 2021년 12월 30일 - 레이블: 클렙              | - 1. Savior                   |
| 16 | Don't Stop - 아티스트: 에이티즈 - 발매일: 2022년 1월 31일 - 레이블: 클렙      | - 1. Don't Stop               |
| 17 | ESPER - 아티스트: 권은비 - 발매일: 2022년 3월 10일 - 레이블: 클렙             | - 1. ESPER                    |
| 18 | LA LA POP! - 아티스트: 하성운 - 발매일: 2022년 4월 14일 - 레이블: 클렙        | - 1. LA LA POP!               |
| 19 | Ready to ride - 아티스트: 강다니엘 - 발매일: 2022년 4월 29일 - 레이블: 클렙   | - 1. Ready to ride            |
| 20 | VIVID - 아티스트: CRAVITY - 발매일: 2022년 5월 31일 - 레이블: 클렙            | - 1. VIVID                    |
| 21 | Sweet - 아티스트: 더보이즈 - 발매일: 2022년 6월 17일 - 레이블: 클렙           | - 1. Sweet                    |
| 22 | If with U - 아티스트: 몬스타엑스 - 발매일: 2022년 7월 7일 - 레이블: 클렙      | - 1. If with U                |
| 23 | U&Iverse - 아티스트: 아스트로 - 발매일: 2022년 7월 21일 - 레이블: 클렙        | - 1. U&Iverse                 |
| 24 | 모를 수도 있지만 - 아티스트: 조유리 - 발매일: 2022년 8월 11일 - 레이블: 클렙  | - 1. 모를 수도 있지만         |
| 25 | Don’t hesitate - 아티스트: 원호 - 발매일: 2022년 8월 19일 - 레이블: 클렙      | - 1. Don’t hesitate           |

## 콘서트 투어 목록
다음은 자체적으로 개최하는 UNI-KON 일람이다.
| 연도 | 일정            | 도시     | 국가     | 장소                 | 출연 | 관객 동원 | 비고  |
| ---- | --------------- | -------- | -------- | -------------------- | --- | --------- | ----- |
| 2021 | 2월 14일        | (온라인) | (온라인) | (온라인)             | 강다니엘, 더보이즈, 몬스타엑스, 박지훈, 아스트로, 아이즈원, 오마이걸, 우주소녀, 에이티즈, 위아이, 크래비티, AB6IX, CIX, (여자)아이들 |           | [ 3 ] |
| 2022 | 7월 2일~7월 3일 | 서울     | 대한민국 | SK올림픽핸드볼경기장 | 더보이즈, 박지훈, 아스트로, 우주소녀, 원호, 위아이, 위키미키, GHOST9, IVE, YOUNITE                                                   |           | [ 4 ] |
| 2022 | 7월 2일~7월 3일 | 서울     | 대한민국 | SK올림픽핸드볼경기장 | 드리핀, 라잇썸, 에이티즈, 조유리, 최예나, CIX, CRAVITY, EPEX, Kep1er, SF9                                                            |           | [ 4 ] |

## 참가 아티스트
다음 목록은 유니버스에서 커뮤니케이션 서비스를 제공했던 아티스트 일람이다. 프로젝트 그룹 아이즈원, 걸 그룹 오마이걸은 서비스 종료 시점인 2월 17일 이전에 모종의 이유로 서비스를 종료한 바 있다.
| #  | 서비스 일자                       | 아티스트     | 소속                     | 비고   |
| -- | --------------------------------- | ------------ | ------------------------ | ------ |
| 1  | 2021년 1월 28일~ 2021년 4월 29일  | 아이즈원     | 오프더레코드 · 스윙      | [ 5 ]  |
| 2  | 2021년 1월 28일~ 2023년 2월 17일  | 몬스타엑스   | 스타쉽                   | [ 6 ]  |
| 3  | 2021년 1월 28일~ 2023년 2월 17일  | 더보이즈     | 크래커                   | [ 7 ]  |
| 4  | 2021년 1월 28일~ 2023년 2월 17일  | 강다니엘     | 커넥트                   | [ 8 ]  |
| 5  | 2021년 1월 28일~ 2023년 2월 17일  | (여자)아이들 | 큐브                     | [ 9 ]  |
| 6  | 2021년 1월 28일~ 2023년 2월 17일  | 에이티즈     | KQ                       | [ 10 ] |
| 7  | 2021년 1월 28일~ 2023년 2월 17일  | AB6IX        | 브랜뉴 뮤직              | [ 11 ] |
| 8  | 2021년 1월 28일~ 2023년 2월 17일  | 아스트로     | 판타지오 뮤직            | [ 12 ] |
| 9  | 2021년 1월 28일~ 2023년 2월 17일  | 우주소녀     | 스타쉽                   | [ 13 ] |
| 10 | 2021년 1월 28일~ 2023년 2월 17일  | CIX          | C9                       | [ 14 ] |
| 11 | 2021년 1월 28일~ 2023년 2월 17일  | 박지훈       | 마루기획                 | [ 15 ] |
| 12 | 2021년 4월 5일~ 2022년 6월 15일   | 오마이걸     | WM                       | [ 16 ] |
| 13 | 2021년 4월 5일~ 2023년 2월 17일   | CRAVITY      | 스타쉽                   | [ 16 ] |
| 14 | 2021년 4월 5일~ 2023년 2월 17일   | 위아이       | 위                       | [ 16 ] |
| 15 | 2021년 5월 24일~ 2023년 2월 17일  | 브레이브걸스 | 브레이브                 | [ 17 ] |
| 16 | 2021년 5월 24일~ 2023년 2월 17일  | 드리핀       | 울림                     | [ 17 ] |
| 17 | 2021년 6월 8일~ 2023년 2월 17일   | 영재         | 써브라임아티스트에이전시 | [ 18 ] |
| 18 | 2021년 6월 8일~ 2023년 2월 17일   | EPEX         | C9                       | [ 18 ] |
| 19 | 2021년 7월 19일~ 2023년 2월 17일  | 원호         | 하이라인                 | [ 19 ] |
| 20 | 2021년 7월 19일~ 2023년 2월 17일  | 위키미키     | 판타지오 뮤직            | [ 19 ] |
| 21 | 2021년 7월 19일~ 2023년 2월 17일  | 권은비       | 울림                     | [ 20 ] |
| 22 | 2021년 8월 16일~ 2023년 2월 17일  | 하성운       | 스타크루이엔티           | [ 21 ] |
| 23 | 2021년 8월 30일~ 2023년 2월 17일  | 예린         | 쏘스뮤직                 | [ 22 ] |
| 24 | 2021년 9월 15일~ 2023년 2월 17일  | GHOST9       | 마루기획                 | [ 23 ] |
| 25 | 2021년 9월 27일~ 2023년 2월 17일  | 허영지       | DSP 미디어               | [ 24 ] |
| 26 | 2021년 9월 27일~ 2023년 2월 17일  | 카드         | DSP 미디어               | [ 24 ] |
| 27 | 2021년 9월 27일~ 2023년 2월 17일  | 조유리       | 웨이크원                 | [ 25 ] |
| 28 | 2021년 10월 15일~ 2023년 2월 17일 | LIGHTSUM     | 큐브                     | [ 26 ] |
| 29 | 2021년 10월 15일~ 2023년 2월 17일 | VIVIZ        | BPM                      | [ 27 ] |
| 30 | 2021년 11월 17일~ 2023년 2월 17일 | SF9          | FNC                      | [ 28 ] |
| 31 | 2021년 12월 20일~ 2023년 2월 17일 | IVE          | 스타쉽                   | [ 29 ] |
| 32 | 2022년 1월 3일~ 2023년 2월 17일   | Kep1er       | 웨이크원 · 스윙          | [ 30 ] |
| 33 | 2022년 3월 14일~ 2023년 2월 17일  | 최예나       | 위에화                   | [ 31 ] |
| 34 | 2022년 4월 26일~ 2023년 2월 17일  | YOUNITE      | 브랜뉴뮤직               | [ 32 ] |
| 35 | 2022년 5월 25일~ 2023년 2월 17일  | 렌           | BPM · 스윙               | [ 33 ] |
| 36 | 2022년 8월 10일~ 2023년 2월 17일  | 이동욱       | 킹콩                     | [ 34 ] |
| 37 | 2022년 8월 10일~ 2023년 2월 17일  | 유연석       | 킹콩                     | [ 34 ] |
| 38 | 2022년 8월 10일~ 2023년 2월 17일  | 김범         | 킹콩                     | [ 34 ] |
| 39 | 2022년 8월 18일~ 2023년 2월 17일  | B.I          | 아이오케이컴퍼니         | [ 35 ] |
| 40 | 2022년 8월 29일~ 2023년 2월 17일  | DKZ          | 동요                     | [ 36 ] |

## 오리지널 프로그램 목록
다음은 유니버스에서 제공하는 오리지널 프로그램 목록이다. 모든 프로그램은 유니버스의 독자 세계관 유나이티드 유니버스를 공유한다.
| 연도 | 제목                               | 시작 날짜 | 끝 날짜   | 출연       | 비고   |
| ---- | ---------------------------------- | --------- | --------- | ---------- | ------ |
| 2021 | 에이전트 블랙잭K                   | 1월 28일  | 2월 27일  | 강다니엘   | [ 37 ] |
| 2021 | AREA51: THE CODE                   | 1월 28일  | 2월 27일  | 몬스타엑스 |        |
| 2021 | FANTASTIC IZ : HIDDEN SCHOOL       | 2월 15일  | 3월 10일  | 아이즈원   |        |
| 2021 | 사신의 탄생 : THE BEGINNIG         | 3월 1일   |           | AB6IX      |        |
| 2021 | 해적 리부트 : 5개의 보물           | 3월 22일  | 4월 21일  | 에이티즈   | [ 38 ] |
| 2021 | 대저택의 비밀 : 사라진 소녀들      | 3월 29일  | 4월 28일  | 우주소녀   | [ 39 ] |
| 2021 | PRINCE ESCAPE : PRISONER 5959      | 5월 10일  | 6월 9일   | 박지훈     | [ 40 ] |
| 2021 | SPACE FORCE A : SECRET GOLDEN BOWL | 5월 10일  | 6월 9일   | 아스트로   | [ 40 ] |
| 2021 | THE BLOOD : DEATH MATCH            | 6월 28일  | 7월 28일  | 더보이즈   | [ 41 ] |
| 2021 | 위아당 : 괴도의 탄생               | 6월 28일  | 7월 28일  | 위아이     | [ 41 ] |
| 2021 | Scientist CIX : HELLO, Psycho      | 6월 28일  | 7월 28일  | CIX        | [ 41 ] |
| 2021 | Otlantis Kingdom New Era           | 8월 16일  | 9월 15일  | 오마이걸   | [ 42 ] |
| 2021 | HIDDEN DUNGEON CICADA 3301         | 9월 6일   | 10월 6일  | CRAVITY    | [ 43 ] |
| 2021 | THE WOLF : 마지막 후예             | 10월 25일 | 11월 24일 | 드리핀     | [ 44 ] |
| 2022 | 블랙잭K : 에이전트의 탄생          | 1월 24일  |           | 강다니엘   | [ 45 ] |

## 같이 보기
- V LIVE